# Cristina Ariagno
Cristina Ariagno (Torino, 5 agosto 1962) è una pianista italiana.

## Biografia
La pianista torinese Cristina Ariagno è studiosa e interprete dei compositori del primo '900 francese. 
Inizia la carriera concertistica dopo i diplomi in Pianoforte e in Musica Corale negli anni '80. Grazie ai successivi studi con Clara Fumagalli, a sua volta allieva di Benedetti Michelangeli, e con Riccardo Risaliti, approfondisce lo studio del movimento culturale francese del primo '900 e lascia l'insegnamento nel '96 per dedicarsi alla ricerca, allo studio e alla registrazione di oltre 15 cd, eseguendo brani di compositori francesi talvolta poco conosciuti, dando così un contributo alla loro riscoperta.
Fonda l’Art Nouveau Ensemble ed esegue concerti collaborando fra gli altri con il violinista Massimo Marin, i violoncellisti Christian Bellisario e Manuel Zigante, l'arpista Gabriella Bosio, il soprano Claire Gouton. Incide per Nuova Era e per ARTS.
Brilliant Classics pubblica l'opera pianistica di Louis Aubert, e sempre per la casa olandese, dopo un approfondito lavoro su Erik Satie con la collaborazione di Ornella Volta (creatrice degli “Archives de la Fondation Erik Satie”di Parigi) Cristina Ariagno registra l'opera per piano solo in 6 cd, con l'ultimo cd dedicato al solo brano Vexations.
L'ultimo impegno pianistico è dedicato a Reynaldo Hahn, con un box pubblicato nel 2013 dalla casa discografica Concerto Classic che comprende l’opera pianistica in 4 cd ed un video documentario di Jean-Christophe Etienne intitolato Le Piano de Reynaldo Hahn, realizzato in coproduzione con l'Association Reynaldo Hahn di Parigi.
Dal 2004 si dedica anche alle esposizioni personali di arte contemporanea, da Spoleto a Innsbruck (Ferdinandeum), da Montreal a Milano (Palazzo del Senato), da Palermo (Palazzo Ziino) a Novara, con opere concettuali caratterizzate da più dimensioni attraverso l'uso di titanio solidarizzato su tela. Alcune esposizioni sono state curate da Paolo Levi.
Nel 2008, in omaggio ad Erik Satie viene presentata l'installazione multimediale Vexations, composta da 100 pannelli e da brani estratti dall'opera del compositore francese.
Dal 2011, collabora con la Fondazione Arte Nova e varie istituzioni in occasioni di eventi sul periodo Art Nouveau.

## Discografia
- Reynaldo Hahn, Works for piano solo, 4 CD + DVD Le piano de Reynaldo Hahn – Documentary film by Jean-Christophe Etienne, co-production Association Reynaldo Hahn and Fondazione Arte Nova Recording Sacile Fazioli,  Concerto Classics - Musicmedia, 2013
- Erik Satie, Complete Piano Works, 6 CD - Recording Ivrea, Brilliant Classics, 2011
- Musique & Art Nouveau, Claude Debussy, Erik Satie, Lili Boulanger, Darius Milhaud, Maurice Ravel, Germaine Tailleferre, Francis Poulenc, Jacques Ibert, Arts Music, 2010
- Louis Aubert, Piano Works, Recording Sacile Fazioli, Brilliant Classics, 2008
- Germaine Tailleferre, Ouvres pour piano, Recording Sacile Fazioli, Brilliant Classics, 2003
- Germaine Tailleferre, Ouvres pour violon, violoncelle et piano, Massimo Marin, violino - Manuel Zigante, violoncello - Cristina Ariagno, piano - Recording Camponogara (Venezia), Brilliant Classics, 2003
- Musik & Malerei Collection,Vincent van Gogh, Brisa, 2003
- Germaine Tailleferre, Musique pour piano, harpe, chant, Art Nouveau Ensemble  Cristina Ariagno, piano - Gabriella Bosio, harpe - Claire Gouton, chant, Nuova Era Records, 2000
- Claude Debussy, Complete Chamber Music with piano, Art Nuoveau Ensemble Christian Bellisario, cello – Pietro Marchetti, saxophone – Massimo Marin, Violin – Luigi Picatto, clarinet – Cristina Ariagno, piano, Nuova Era Records, 1999
- Satie - Poulenc - Debussy - Ravel - Parigi inizio secolo. Cristina Ariagno - Pierluigi Puglisi pianoforte a quattro mani,SMC Records, 1993

## Pubblicazioni
- Luigi Felice Rossi, Patrizia Bassi e Cristina Ariagno, Torino,Centro Studi Piemontesi[5],IBMP, Collana il Gridelino, 1994

## Revisioni
- Reynaldo Hahn – Pièces d’amour et autres inédits pour piano – Ed. Heugel S.A.
- Germaine Tailleferre - Trio pour Piano, violon et violoncelle per le Editions Lemoine di Parigi.